# New Life’m
New Life’m – polski zespół muzyczny założony w 1992 roku, wykonujący muzykę łączącą pop, soul, blues, funk i jazz.

## Historia
Zespół utworzyli w 1992 roku instrumentaliści: Joachim Mencel, Marcin Pospieszalski i Piotr Jankowski, a po roku doszedł do nich Robert Cudzich. Pierwszym wokalistą zespołu został Mieczysław Szcześniak. Krótko śpiewała w New Life’m także Ewa Uryga. Pod koniec lat 90. w zespole zaczęła śpiewać Natalia Niemen, od roku 2005 Basia Włodarska a obecnie Agnieszka Musiał.
New Life’m koncertuje w Polsce, Niemczech, Czechach, na Ukrainie i Słowacji. Utwór Twoja miłość z albumu pod tym samym tytułem z 1997 był prezentowany w pierwszej dziesiątce najlepszych piosenek plebiscytu TVP1 i PR1 Muzyczna Jedynka. 
Po blisko 7 latach od wydania płyty Dla ciebie i dla mnie zespół nagrał nowy album studyjny. Premiera płyty Szukam domu odbyła się 15 kwietnia 2009 roku. Zapowiadała ją ballada Zakochałam się na 100% do muzyki Joachima Mencla i słów Beaty Mencel. Do tego utworu nakręcony został także teledysk. Obecnie ukazują się dwie płyty zespołu: jedna z piosenkami Roku ruchu Światło - Życie i druga (premiera kwiecień 2013) z piosenkami autorskimi grupy.

## Obecny skład zespołu
- Agnieszka Musiał – śpiew
- Joachim Mencel – pianino, instrumenty klawiszowe
- Marcin Pospieszalski – gitara basowa
- Robert Cudzich – gitara elektryczna
- Piotr Jankowski – perkusja

## Dyskografia
- 1992 Stoisz u naszych drzwi
- 1996 Na żywo
- 1997 Twoja miłość
- 2002 Dla ciebie i dla mnie
- 2008 Z ciemności do światła (koncert z 2006 r.)
- 2009 (premiera 15.04.2009) Szukam domu
- 2013 Światło Życie (premiera 23.02.2013)
- 2013 Tylko Ty i ja
- 2016 Moje Westerplatte